# Damion Scott

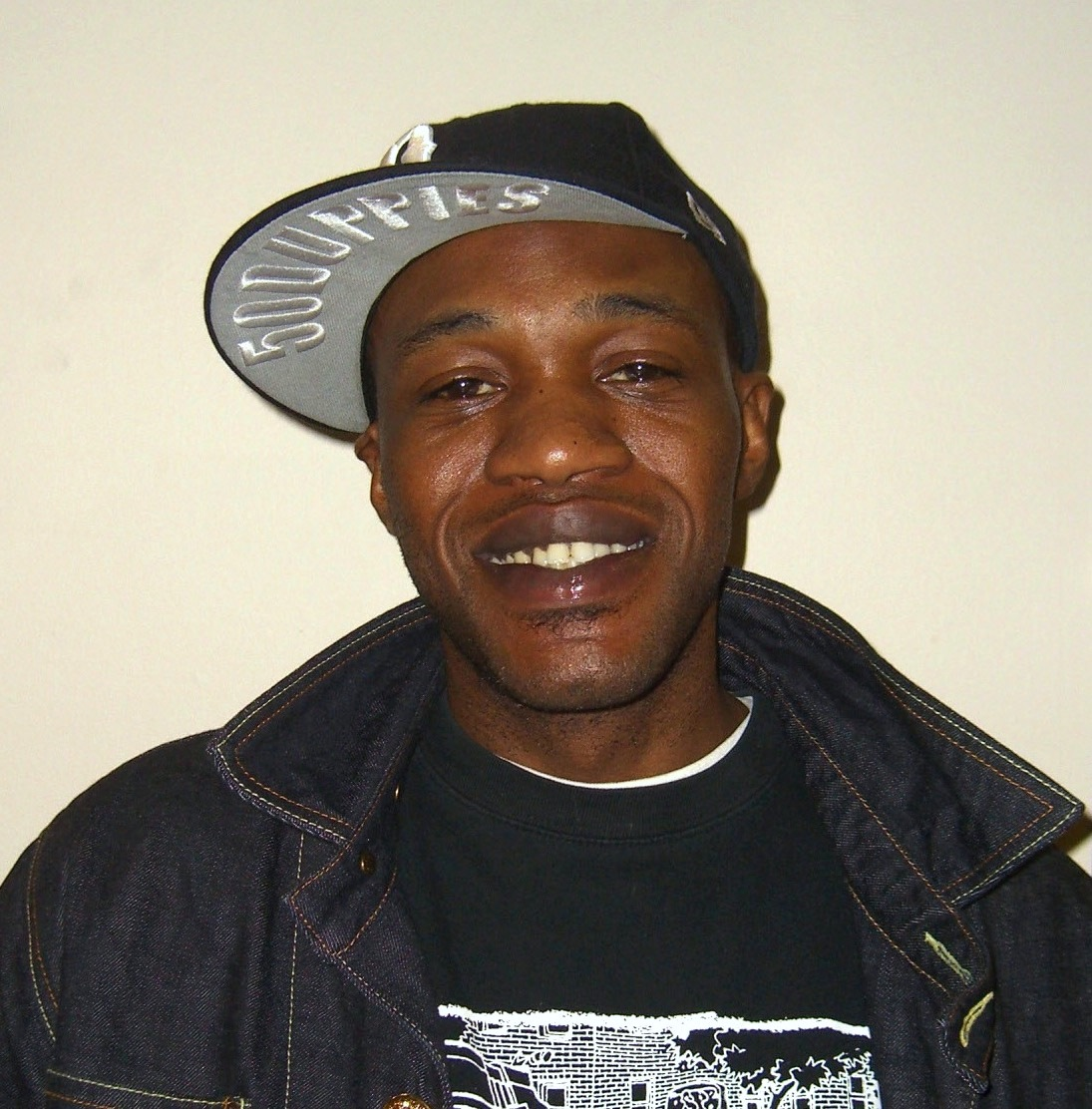
Damion Scott bei der Big Apple Comic Con 2011

Damion Scott (* 28. Dezember 1976 in Jamaika) ist ein US-amerikanischer Comiczeichner.

## Biografie
Scott begann nach dem Abschluss der Joe Kubert School of Cartoon and Graphic Art als professioneller Comiczeichner zu arbeiten. Seither hat Scott, der in New York City lebt, an Serien wie Batman, Batgirl, Robin und Solo für DC-Comics gearbeitet. Charakteristisch für seinen Zeichenstil ist eine cartoonhafte Darstellung von Figuren und Hintergründen, die durch die Ästhetik der Hip-Hop-Kultur und des Straßengraffitis geprägt ist.